# Naravni rezervat na Volniku
Naravni rezervat na Volniku se nahaja v Tržaški pokrajini v občinah Repentabor in Zgonik, na severu pa sega do meje s Slovenijo. Vključen je v omrežje Natura 2000 bodisi v direktivi o pticah kot v direktivi o habitatih. Skupaj s sosednjim rezervatom na Medvedjaku predstavlja tržaški kras in je sestavni del državnega zavarovanega območja IT3341002 Kraški predeli Julijske krajine in zavarovanega področja Natura IT3340006 Tržaški in goriški kras. 
Rezervat je dosegljiv:
- z avtomobilom po avtocesti do odcepa Prosecco skozi vas Prosek, nato proti Zgoniku do Zagradca (Sagrado di Sgonico), odtod peš po markirani poti;
- z mestnim avtobusom 42 (odhodi s trga Oberdan) do Repna, nato peš po markirani poti.

## Ekosistemi
Rezervat je tipična kraška pokrajina, gričevnata in posejana z dolinami. Od vsega tržaškega in goriškega krasa se razlikuje zaradi gostega listopadnega gozda, ki pokriva površino skupaj z večjimi predeli kraškega rastlinstva. Tako se izmenično vrstijo gozdiči črnega gabra (Ostrya carpinifolia) in puhovca (Quercus pubescens) z gozdovi gradna (Quercus petraea), cera (Quercus cerris) in belega gabra (Carpinus betulus), na južnem delu rezervata pa je najti poseke, ki so jih prerasli nasadi črnega bora (Pinus nigra). Med gozdiči je tudi nekaj jas z značilnostmi kraške griže.

## Rastline
Na Volniku je najti več vrst redkega rastlinstva, predvsem cvetja. Omembe vredna je prisotnost nebinovke kot je črni koren (Scorzonera hispanica), mete panonska mačja meta (Nepeta pannonica), mlečkov kot je tommasinijev mleček (Euphorbia tommasiniana), sviščev kot je tržaški svišč (Gentiana tergestina), čišljaka (Stachys subcrenata), francoskega lana (Linum narbonense), Tommasinijevega lana (Linum tommasinii), kranjskega grahovca (Astragalus vesicarius ssp. carniolicus), kukavičevke kot so blede kukavice (Orchis pallens), opičje kukavice (Orchis simia), škarlatnordeče kukavice (Orchis purpurea), potonik kot sta velelistna potonika (Paeonia mascula) in navadna potonika (Paeonia officinalis), liburnijski šetraj (Satureja subspicata ssp. liburnica) (skrajni zahod območja), travnolistne perunike (Iris graminea), gorske nebine (Aster amellus) in kranjske lilije (Lilium carniolicum).

## Živali
Na Volniku je več skupin divjih mačk (Felis silvestris), večkrat pa so bili opaženi tudi primerki rjavega medveda (Ursus arctos), zlatega šakala (Canis aureus) in jelena (Cervus elaphus). Pri pticah je opaziti, da je spontano pogozdovanje omejilo število škrjancev, prvotnih prebivalcev tega področja. Namesto njih so se pojavile nekatere ujede, na primer kragulj (Accipiter gentilis) in skobec (Accipiter nisus). Udomačili so se črna žolna (Dryocopus martius), podhujka (Caprimulgus europaeus), velika uharica (Bubo bubo), sršenar (Pernis apivorus), rjavi srakoper (Lanius collurio) in hribski škrjanec (Lullula arborea).

## Dejavnosti
V okviru dežele Furlanija - Julijska krajina deluje Didaktični center v Bazovici, ki je zadolžen za posredovanje znanja o kraških ekosistemih, živalstvu in rastlinstvu pokrajine. V ta namen organizira razne stalne razstave o naravoslovnih, zgodovinskih in kulturnih pojavih tržaškega krasa, pa tudi bolj splošne razstave na temo človeškega odnosa do narave, na primer o biološkem ravnotežju, o biotski raznovrstnosti, o razmerju med človekom, gozdovi in lesom. Gostuje tudi privatne umetniške razstave z naturalistično vsebino. Razen tega, didaktični center sodeluje s šolami vseh stopenj, slovenskimi in italijanskimi, in jim organizira poučne projekte v razredih in na prostem. Ustvaril je veliko učnih poti in tematskih stez v bazoviškem območju. 
Možno je rezervirati obisk Didaktičnega centra, didaktične izlete po gozdovih kraške pokrajine in spremljevalca za slepce po poti Josef Ressel. Vse usluge so brezplačne.